# Adrian Trunz
Adrian Trunz (Winterthur, 23 febbraio 1984) è un ex hockeista su ghiaccio svizzero, che giocava come difensore nella Lega Nazionale A.

## Carriera
Adrian Trunz iniziò a militare nelle giovanili dell'EHC Frauenfeld, prima di esordire nei campionati professionistici nel 2002, con la maglia dell'HC Sierre, squadra della LNB. Dopo 104 incontri con 4 reti e 17 assist, nel 2004 si trasferì presso i Forward Morges HC. Nel corso della stagione 2005-2006 Trunz transitò per altre due squadre, ritornando per 3 partite con il Sierre e giocando 5 incontri per l'HC Ajoie.
Dal 2006 fino al 2008 rimase all'Ajoie, formazione della LNB, dove in 115 presenze raccolse ben 78 punti; per la stagione 2008-2009 invece si trasferì al Lausanne HC, con la quale vinse il campionato della Lega Nazionale B. Tuttavia la squadra perse la possibilità di essere promossa in LNA perdendo lo spareggio contro l'EHC Biel. Al termine di quella stagione fu ingaggiato proprio dal Biel, squadra con cui esordì in Lega Nazionale A. In due stagioni disputò 118 partite con 13 punti all'attivo, transitando per brevi periodi in prestito all'HC Ajoie.
Nell'estate del 2011 giunse l'ingaggio da parte dell'HC Ambrì-Piotta, con un contratto valido fino al 2013. Nel marzo nel 2014 Trunz rinnovò per due ulteriori stagioni.

## Palmarès

### Club
- Lega Nazionale B: 1

Losanna: 2008-2009